# Підсудний (фільм)
«Підсудний» (рос. «Подсудимый») — радянський художній фільм (соціально-психологічна драма), поставлений на кіностудії «Ленфільм» у 1985 році режисером Йосипом Хейфіцем за повістю Бориса Васильєва "Суд та діло… ".

## Сюжет
Ветеран війни, інвалід Скулов пострілом з рушниці вбиває молодого хлопця Вешньова, який забрався в його сад і покалічив квіти, посаджені перед смертю дружиною Скулова Анною. У момент конфлікту молодик, підтримуваний компанією, кидається на одноногого фронтовика з трубою, матюкає його покійну дружину, фактично пам'ять про Велику війну, мільйонів покійних і живих людей. До цього, в момент іншого приходу розпусна, фактично фашистська молодь забила цеглою собаку ветерана, поки він був на могилі фронтовика-дружини, колишньої медсестри в роки війни. Вбивця вважає, що повинен понести відповідне покарання, розстріл, але його адвокату не все ясно в цій справі і той починає самостійне розслідування.

## У головних ролях
- Михайло Жигалов —  Антон Филимонович Скулов
- Тетяна Шестакова —  Анна Єфремова, дружина Скулова
- Ролан Биков —  адвокат
- Юрій Кузнецов —  Сеня, безногий інвалід-моряк
- Юрій Соловйов —  Іван Єфремов, брат Анни, конформіст-кар'єрист
- Іван Агафонов —  народний засідатель
- Ольга Волкова —  Лідія Сергіївна, народний засідатель
- Олена Санаєва —  Ірина Андріївна, голова суду
- Андрій Ніколаєв —  Андрій, слідчий
- Марія Берггольц —  стара з козою
- Людмила Безугла —  мати Вешньова
- Костянтин Воробйов —  Едуард Вешньов, потерпілий
- Євген Ганелін —  хлопець з компанії Вешньова
- Володимир Єрьомін —  прокурор
- Олександр Зав'ялов  —  баяніст
- Кіра Крейліс-Петрова —  нервова дама-свідок
- Олег Куликович —  помічник адвоката
- Юрій Малишев —  Тройкин, приятель Вешньова, свідок
- Юрій Оськін —  Митрофанов
- Яків Степанов —  хлопець з компанії Вешньова

## Знімальна група
- Автори сценарію — Борис Васильєв, Йосип Хейфиц
- Постановка — Йосипа Хейфіца
- Головний оператор — Валерій Блінов
- Головний художник — Олена Фоміна
- Звукооператор — Ігор Вигдорчик
- Музика — Сергій Рахманінов